# SERTM1
SERTM1 (англ. Serine rich and transmembrane domain containing 1) – білок, який кодується однойменним геном, розташованим у людей на 13-й хромосомі. Довжина поліпептидного ланцюга білка становить 107 амінокислот, а молекулярна маса — 11 458.
| 10         |  | 20         |  | 30         |  | 40         |  | 50         |
| ---------- |  | ---------- |  | ---------- |  | ---------- |  | ---------- |
| MSEPDTSSGF |  | SGSVENGTFL |  | ELFPTSLSTS |  | VDPSSGHLSN |  | VYIYVSIFLS |
| LLAFLLLLLI |  | IALQRLKNII |  | SSSSSYPEYP |  | SDAGSSFTNL |  | EVCSISSQRS |
| TFSNLSS    |  |            |  |            |  |            |  |            |

A: Аланін

C: Цистеїн

D: Аспарагінова кислота

E: Глутамінова кислота

F: Фенілаланін

G: Гліцин

H: Гістидин

I: Ізолейцин

K: Лізин

L: Лейцин

M: Метіонін

N: Аспарагін

P: Пролін

Q: Глутамін

R: Аргінін

S: Серин

T: Треонін

V: Валін

Локалізований у мембрані.